# ハルトマン・シェーデル
ハルトマン・シェーデル（Hartmann Schedel、1440年2月13日 - 1514年11月28日）は、ドイツの人文学者、医者である。『シェーデルの世界史』（Die Schedelsche Weltchronik、『ニュルンベルク年代記』とも呼ばれる）の作者として知られている。

## 略歴
ニュルンベルクで裕福な商人の息子に生まれた。 1445年に母親が亡くなり、1451年に父親も亡くなり、以降、兄弟と叔父の後見のもとで成長した 。2人の兄弟は、商人とドミニコ会修道院の修道士になった。
ハルトマン・シェーデルは 1456年に 16歳でライプツィヒ大学に入学し、1457年に学士号を取得し、1459年に修士号(Magister artium)を取得した。この頃歌曲詞の収集を行い、1460年から1467年にかけて、『シェーデル歌詞集（Namen Schedels Liederbuch）』を出版した。1461年にペーター・ルーダー（Peter Luder: 1415–1472）を中心とする人文学者のグループに加わり、1462年からルーダーがライプツィヒ大学で行った講義の写本を作成した。1463年にはルーダーたちとパリに旅した。
13歳年長でアウグスブルクで医者をしていた従兄のヘルマン・シェーデルの勧めで医者になることにしてパドヴァ大学で薬学や解剖学、外科学を学び、1466年に医学の学位を得た。医学の他に物理学やギリシャ語の講義にも参加した。
1466年の夏にニュルンベルクに戻った後も、数年間は何度も旅に出て、書籍を集め、筆写した。1467年に、医学の手引書「Rezeptbuch」を執筆している。1470年から1477年の間はネルトリンゲン町医者として働き、1475年にニュルンベルク出身の女性と結婚した。アンベルクでも働き、1482年にニュルンベルクに戻り、市の大評議議会の評議員にも選ばれた。1485年に最初の妻が亡くなった後、1487年に再婚した。
シェーデルの主著である『シェーデルの世界史』は、1493年にニュルンベルクでラテン語版とドイツ語版が出版された。650点の挿絵はミヒャエル・ヴォルゲムート（Michael Wolgemut: 1434-1519）の工房によって製作された。

## 著書の図版

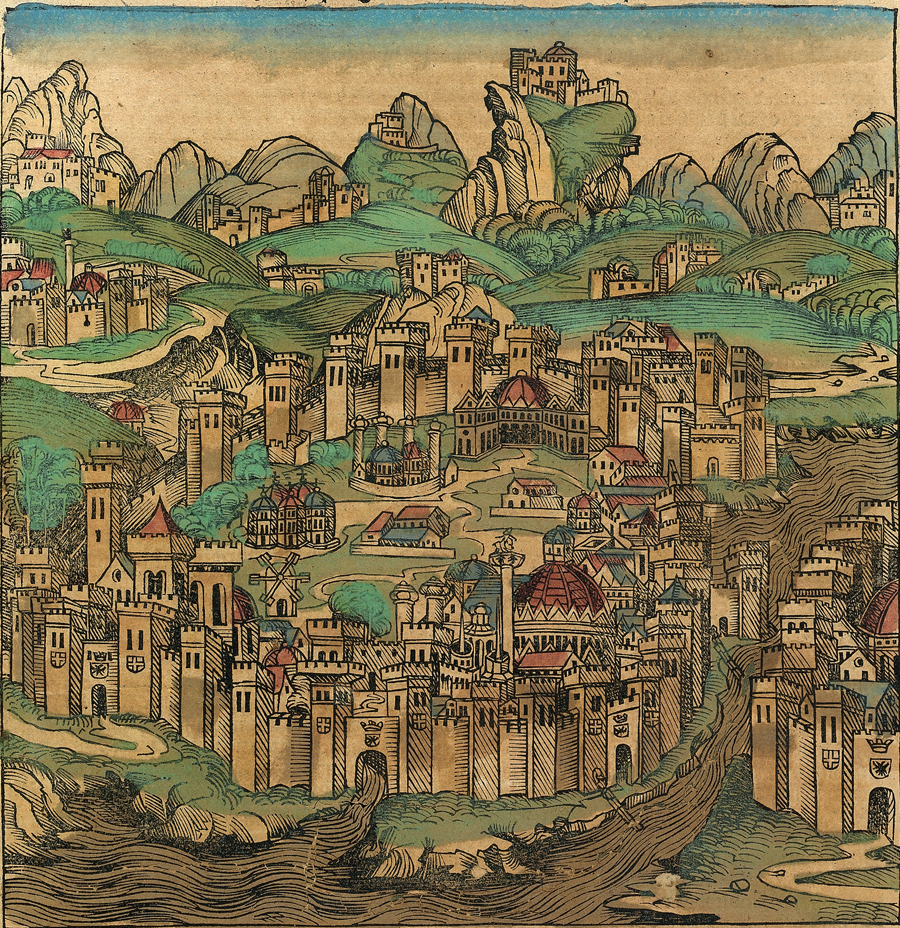
コンスタンティノープルの城壁（『シェーデルの世界史』）
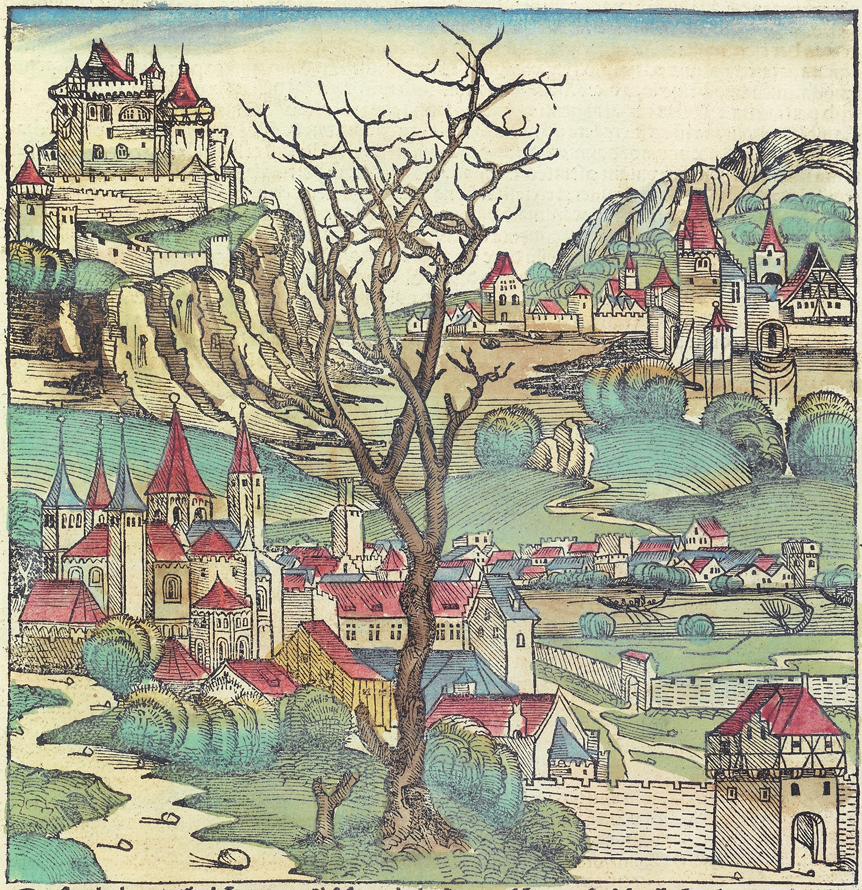
トラキア（『シェーデルの世界史』）
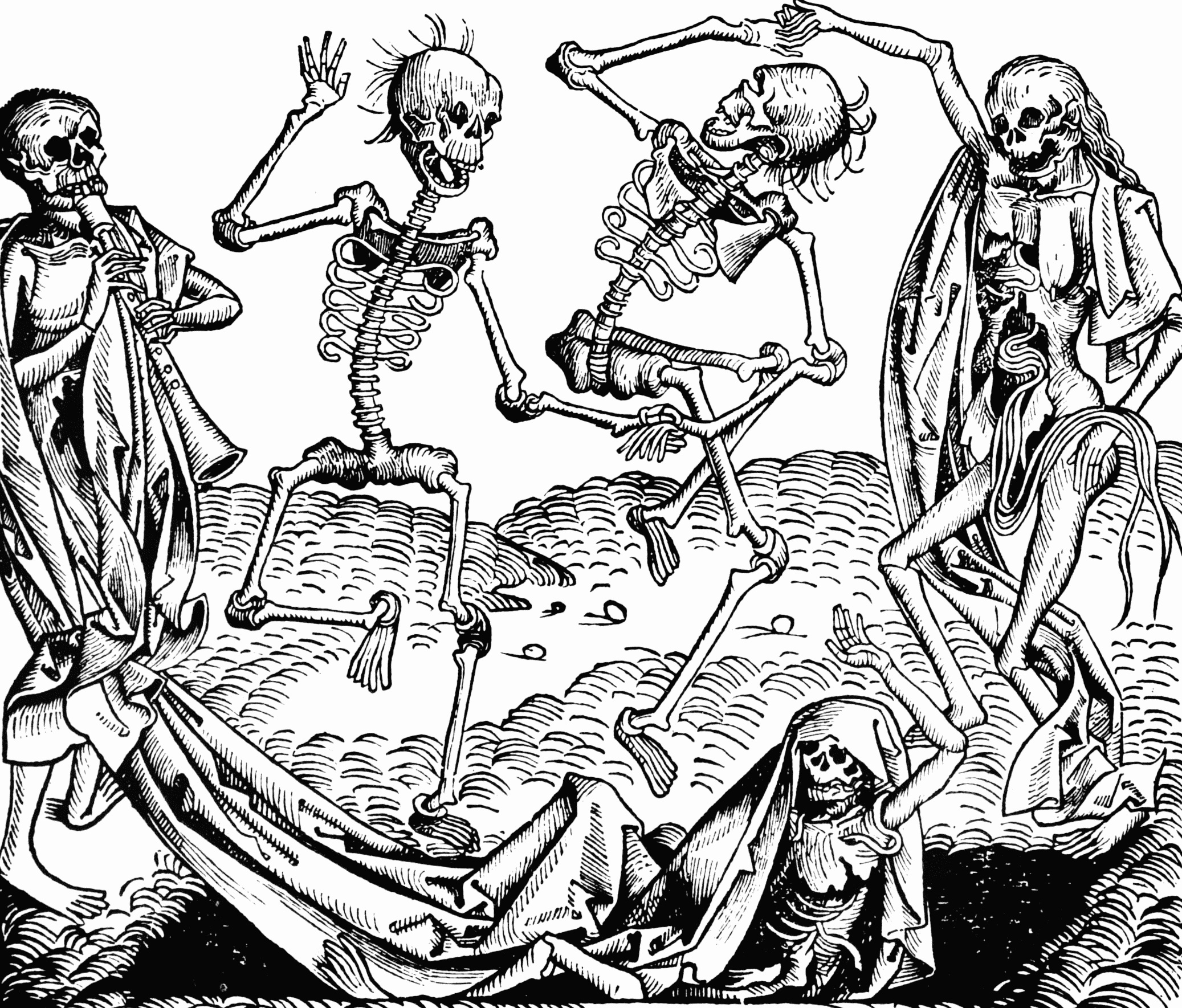
死の舞踏（『シェーデルの世界史』）
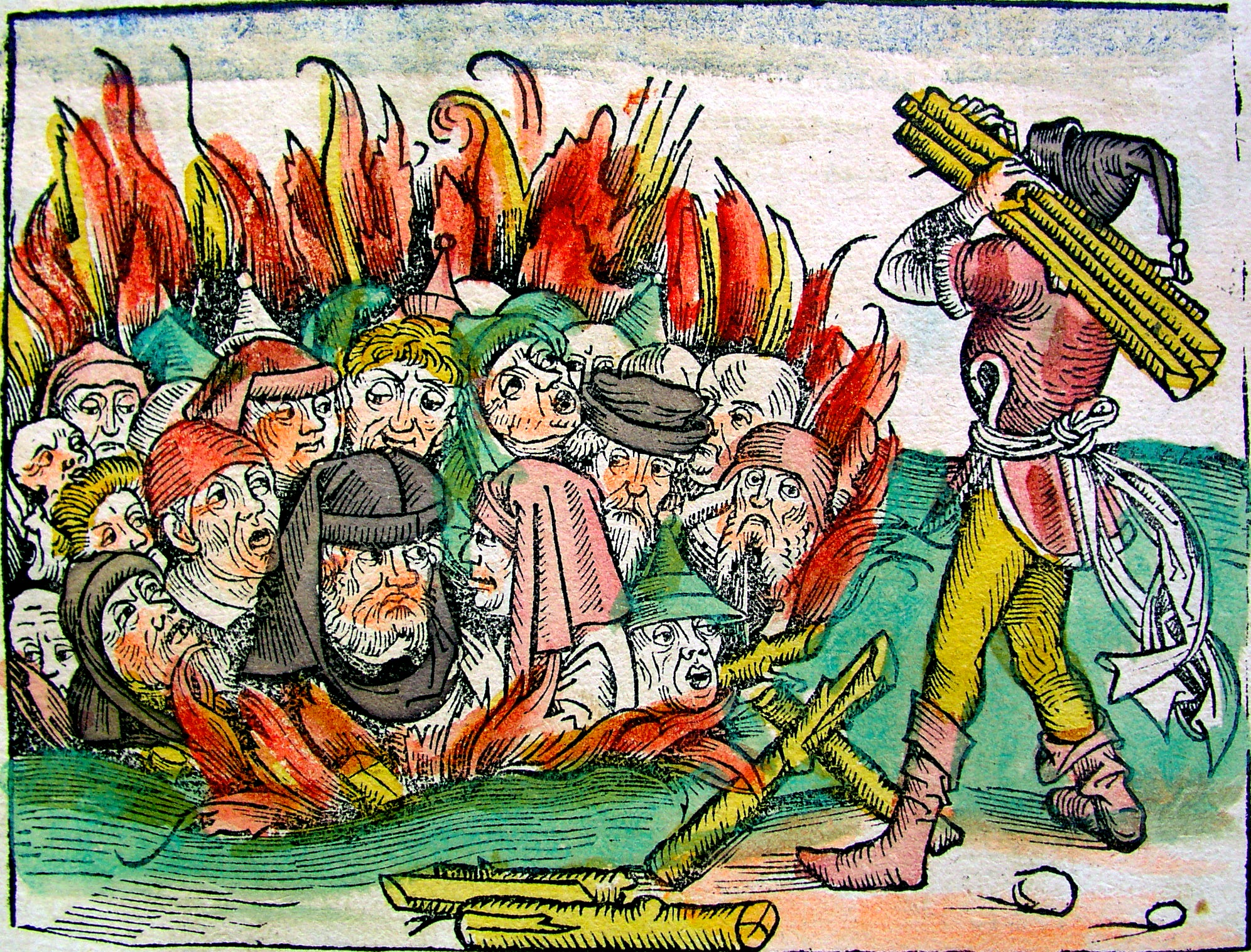
ユダヤ人の火刑